# Erik Hollnagel
Erik Hollnagel, född 1941, professor emeritus vid Linköpings universitet, institutionen för datavetenskap.
Hollnagel är tongivande för inriktningen Cognitive Systems Engineering, vilken fokuserar på studier och design av människa-maskin-system. Han har tidigare varit anställd vid bland annat Århus universitet, Risø-laboratoriet, Halden Reactor Project, Human Reliability Associates med mera. Han har publicerat vetenskapliga publikationer inom bland annat säkerhet, styrning av komplexa system, systemteori. Han är också redaktör för tidskriften Cognition, Technology & Work.